# Wegger Peak
Wegger Peak är en bergstopp i Antarktis. Den ligger i Sydshetlandsöarna. Argentina, Chile och Storbritannien gör anspråk på området. Toppen på Wegger Peak är 305 meter över havet.
Terrängen runt Wegger Peak är huvudsakligen kuperad, men åt sydost är den platt. Havet är nära Wegger Peak åt sydost. Trakten är glest befolkad. Närmaste befolkade plats är Commandante Ferraz Station, 5,7 kilometer öster om Wegger Peak. 